# Terrence Ross
Terrence James Elijah Ross (ur. 5 lutego 1991 w Portland) – amerykański zawodowy koszykarz, występujący na pozycji rzucającego obrońcy.
Karierę koszykarską rozpoczął podczas studiów na Uniwersytecie Waszyngtońskim, gdzie reprezentował barwy drużyny uczelnianej Washington Huskies. Po dwóch latach studiów zgłosił się do draftu NBA 2012, w którym to został wybrany z numerem 8 przez Toronto Raptors. Ross został zwycięzcą konkursu wsadów NBA 2013, występując w rundzie finałowej w koszulce Vince'a Cartera.
14 lutego 2017 został wytransferowany do Orlando Magic wraz z przyszłym wyborem I rundy draftu, w zamian za Serge'a Ibakę. 11 lutego 2023 opuścił klub. Trzy dni później został zawodnikiem Phoenix Suns.

## Osiągnięcia
Stan na 17 lutego 2023, na podstawie, o ile nie zaznaczono inaczej.
NCAA
- Uczestnik turnieju NCAA (2011)
- Mistrz:
  - turnieju konferencji PAC-12 (2011)
  - sezonu regularnego konferencji PAC-12 (2012)
- Zaliczony do I składu:
  - PAC-12 (2012)
  - turnieju PAC-12 (2011)

NBA
- Zwycięzca konkursu wsadów NBA (2013)
- Uczestnik konkursu wsadów NBA (2013, 2014)